# Tarso Marques
Tarso Anibal Santanna Marques (Curitiba, 19 januari 1976) is een voormalig Braziliaans autocoureur. Hij maakte zijn Formule 1-debuut in 1996 bij Minardi en nam deel aan 26 Grands Prix waarvan hij er 24 mocht starten. Hij scoorde geen punten.
Na vijf jaar karting, ging Marques in de Formule Chevrolet in Brazilië rijden. Hij won op zestienjarige leeftijd onmiddellijk de titel. Hij ging in 1993 in de Zuid-Amerikaanse Formule 3 rijden en vervolgens in 1994 in de Formule 3000. Hij was de jongste rijder die in beide klassen races won.
In 1996 maakte hij zijn debuut in de Formule 1 bij Minardi. Hij had felle concurrentie van Giancarlo Fisichella, Jarno Trulli en Pedro Lamy voor zijn zitje. Minardi's financiële situatie was niet erg rooskleurig waardoor er hoofdzakelijk gezocht werd naar rijders met sterke financiële sponsors.
Nadat hij zijn zitje bij Minardi was kwijtgeraakt, ging hij in 1999 in de Champ Car rijden. Na een blessure van Al Unser Jr. werd hij door Roger Penske gevraagd om voor hem te komen rijden. Marques' beste resultaat was een negende plaats. In 2000, 2004 en 2005 reed hij sporadisch voor het team van Dale Coyne met als beste resultaat een elfde plaats.
Marques ging in 2001 opnieuw bij Minardi rijden nadat het team was overgenomen door Paul Stoddart. Het werd opnieuw een moeilijk seizoen en Marques werd vervangen door Alex Yoong die meer sponsorgeld meebracht.
Marques rijdt momenteel in het Braziliaans stock car kampioenschap bij het Terra/Avallone Motorsport in een Mitsubischi Lancer.